# جيرمايا ثيوس
جيرمايا ثيوس (بالإنجليزية: Jeremiah Theus)‏ (5 أبريل 1716 - 17 مايو 1774)، هو رسام أمريكي وُلد في سويسرا، وكان رسّاما للوحات في المقام الأول. نشط بشكل رئيسي في تشارلستون (كارولينا الجنوبية)، المدينة التي بقي فيها تقريبًا دون منافسة معظم حياته المهنية.

## النشأة والمهنة
ولد ثيوس في مدينة خور، في كانتون غراوبوندن السويسرية، وكان الطفل الأكبر لسيميون وآنا والسر ثيوس. كان في التاسعة عشرة من عمره عندما هاجر مع عائلته إلى مقاطعة كارولينا الجنوبية، التي قدمت جمعيتها العامة منحًا للأراضي وتحويلًا للأموال، لتشجيع البروتستانت الأوروبيين على الاستقرار في المستعمرة. حصل سيميون ثيوس على 250 فدانًا (1.0 كم مربع) من الأرض على طول نهر إديستو في ما كان يعرف آنذاك ببلدة أورانجبورغ، واليوم مقاطعة أورانجبورغ.
أعلن ثيوس الأصغر سنا في تشارلستون، بحلول عام 1740، في جريدة ساوث كارولينا:
إشعار بأن الرسام جيرمايا ثيوس انتقل إلى ساحة السوق بالقرب من السيد جون لوران سادلر، حيث يمكن أن يحظى جميع السادة والسيدات بلوحات لصورهم، وكذلك المناظر الطبيعية من جميع الأحجام، والخوذ، والدروع المسلحة للمدربين أو الكراسي. وبالمثل بالنسبة لراحة أولئك الذين يعيشون في البلاد، فهو على استعداد للانتظار في مزارعهم.
أسس الاستوديو الخاص به في موقع مركزي، في الركن الشمالي الشرقي لشوارع بورد وميتينغ. لم تُعرف درجة التدريب التي تلقاها، بالنظر إلى أن فرص دراسة الفن كانت محدودة في تشارلستون في ذلك الوقت، ومع ذلك، يبدو من المحتمل أنه تلقى بعض التدريب بينما كان في سويسرا. كان ثيوس يبلغ الثامنة والعشرين عام 1744، لكنه شعر بالفعل بالثقة الكافية لقدراته على فتح مدرسة للرسم المسائي في منزله.
تولى ثيوس مجموعة متنوعة من المهام في أوائل حياته المهنية، بما في ذلك رسم وتوجيه برج كنسية القديس مايكل الأسقفية في عام 1756، وهي وظيفة دفع له عليها تجمع المفوضين 77 جنيهاً وعشرة شلنات مقابل عمله ولوازمه. ورسم كذلك مروحة طقس، وساهم بمبلغ 50 جنيهًا في صندوق لإنشاء مبنى جديد، امتلك في وقت لاحق مقصورة في الكنيسة.

## السنوات اللاحقة
كان ثيوس قادراً على بناء ممارسة ناجحة لنفسه في العقود الثلاثة التي قضاها في تشارلستون، ويعود ذلك لحد كبير إلى حقيقة أنه خلال معظم ذلك الوقت كان الرسام الوحيد في المدينة الذي تمتع بسمعة كبيرة. ولربما كان أكبر منافسيه هو جون ولاستون المولود والمترعرع في إنجلترا، والذي زار المدينة في عام 1765 وبقي لمدة عامين تقريبًا قبل أن يعود إلى إنجلترا. من المحتمل أن الرسام الأخير أثر على ثيوس إلى حد ما، حيث كانت الثياب المزينة بالفرو لجليساته من النساء، من بين اللمسات الزخرفية التي كان يفضلها في عمله، ومنضدة من الرخام، وكلاهما بدأ في الظهور في لوحات ثيوس، في الوقت الذي كان فيه ولاستون في تشارلستون. شهدت نهاية مسيرته ارتفاع شعبية هنري بنبريدج المولود في فيلادلفيا، والذي تلقى تدريبات في إيطاليا وهاجر إلى كارولينا الجنوبية بعد فترة طويلة من عودته إلى بلاده، والذي مالبث أن حل محل ثيوس كالرسام الأكثر شعبية في المدينة.
توفي ثيوس في تشارلستون في عام 1774، نشرت خبر وفاته ثلاث صحف محلية على الأقل، بما في ذلك ساوث كارولينا وجريدة أمريكان جنرال، وأشارت كلتاهما إليه في ملاحظات النعي بأنه «عبقري» و«صادق». أُرخت وصيته في 15 سبتمبر عام 1770، مع إضافة ملحق في 14 مارس 1774، يأمر ببيع لوحاته ومطبوعاته ودهاناته لتوفير الدعم لعائلته.

## الحياة الشخصية
تزوج ثيوس مرتين خلال فترة وجوده في تشارلستون. كانت زوجته الأولى، التي تزوجها في 13 يناير 1741، كاترينا إليزابيث شوملوفيل، ابنة جون شوملوفل الأول من بلدة أورانجبورغ، وكانت في السابعة عشرة من عمرها فقط عند زواجها. أنجب الزوجان خمسة أطفال معًا. توفيت كاترينا في عام 1754 أثناء ولادة الولد السادس، والذي توفي عند الولادة. تزوج ثيوس مرة أخرى في السنة التالية، وهذه المرة أرملة تدعى إيفا روزانا هيلت. من المحتمل أن يكون حفل الزفاف قد أقيم في شهر سبتمبر تقريبًا، لأن الفنان اشترى في ذلك الوقت منزلًا من الآجر، في زاوية مازيك (لوغان اليوم) وشوارع بورد في تشارلستون. وأنجبا أربعة أطفال.

## أعماله
توجد ثلاثة أعمال كبيرة له، كان الأول منها لوحة لإليزابيث، زوجة بيتر مانيغولت، ويرجع تاريخها إلى عام 1757، وكان من المفترض أن تكون قلادة لصورة ألان رامزي. وُجدت مانيغولت بشكل مألوف في أعمال ثيوس، ويمكن رؤية ذلك من خلال الرسالة التي كتبها إلى والدته، والتي رافقت لوحة رامزي المنزلية في أبريل 1751، والتي كتب فيها: «أرغب في أن يراها السيد ثيوس، في أقرب وقت ممكن بعد أن تصل... سأكون ممنونًا للغاية لك، إذا سمحت لي أن أعرف رأيه».
لم يتقيد ثيوس بالبورتريه عندما تعلق الأمر بفنه. يشير إعلانه في الجريدة إلى أنه كان على استعداد لرسم المناظر الطبيعية وأعمال الديكور، بما في ذلك الدروع المسلحة والخوذات والبشر. يوحي قبوله المهمة لرسم وتذهيب برج كنيسة القديس مايكل، أنه كان يؤمن بأنه عامل بارع.
يمكن العثور على لوحات ثيوس اليوم ، في عدد من مجموعات متاحف أمريكية، بما في ذلك مجموعات متاحف بروكلين للفنون، ومتحف ورستر للفنون، ومتحف غيبس للفنون، وأكاديمية تيلفير للفنون والعلوم، ومتحف ميتروبوليتان للفنون، ومتحف الفنون الجميلة في بوسطن.